# Magnus Chase y los dioses de Asgard
Magnus Chase y los dioses de Asgard (Magnus Chase and the Gods of Asgard en inglés) es una nueva colección sobre mitología nórdica escrita por el autor estadounidense Rick Riordan. El primer libro "La Espada del Tiempo" fue lanzado el 6 de octubre de 2015 en Estados Unidos, y actualmente ya ha sido publicada en español. Su secuela "El Martillo de Thor" fue publicada el 4 de octubre del 2016. El último libro de la trilogía "El Barco de los Muertos" se publicó el 3 de octubre de 2017.

## Argumento
Riordan anunció que la saga no tendrá relación a la Mitología griega o romana, más bien, será sobre los dioses nórdicos de Asgard y su relación con el mundo actual. Magnus Chase siempre ha sido un solitario y problemático niño. Desde la misteriosa muerte de su madre, ha vivido solo en las calles de Boston sobreviviendo gracias a su ingenio, y manteniendo siempre un paso por delante de la policía y oficiales. Un día, es localizado por su tío, un hombre del que su madre afirmaba que era peligroso. 
Su tío le dice un secreto imposible: Magnus es el hijo de un dios nórdico. Los mitos vikingos son verdaderos. Los dioses de Asgard se están preparando para la guerra. Trolls, gigantes y monstruos peores se están revolviendo para el día del juicio final. Para evitar el Ragnarok, Magnus debe buscar en los nueve mundos un arma que se ha perdido desde hace miles de años. Cuando un ataque de gigantes de fuego le obliga a elegir entre su propia seguridad y la vida de cientos de inocentes, Magnus toma una decisión fatal. A veces, la única manera de empezar una nueva vida es morir.

## Ubicación
La serie se desarrolla en los nueve mundos nórdicos, pero en Boston cuando hablamos de Midgard.

## Libros

### La espada del tiempo
El nombre del primer libro es The Sword of Summer (Traducido literalmente como "La espada del verano", en español, pero traducido oficialmente como "La espada del tiempo"). Fue lanzado el 6 de octubre de 2015 en Estados Unidos. El personaje principal se llama Magnus Chase. Magnus Chase siempre ha sido un solitario y problemático niño. Desde que murió su madre, él ha estado vagando por las calles de Boston, protegiéndose a sí mismo y buscando como sobrevivir con su ingenio. Un día, encuentra a su tío, este le dice un sorprendente secreto: el padre de Magnus es un dios nórdico. Por primera vez en siglos, Los nueve mundos de los mitos vikingos se están acercando mucho entre ellos. Las malvadas fuerzas del Ragnarok se están alzando y solo Magnus puede prevenirlo: encontrando un arma que ha estado perdida por siglos.

### El martillo de Thor
El nombre del segundo libro es The Hammer of Thor (Traducido literalmente como "El martillo de Thor"). Fue lanzado el 4 de octubre de 2016 en Estados Unidos.
El martillo de Thor está perdido de nuevo. El dios del trueno tiene un perturbador hábito de dejar su martillo en el lugar equivocado -el arma más poderosa en los Nueve Mundos- pero esta vez el martillo no está simplemente perdido. Ha caído en manos enemigas. Si Magnus Chase y sus amigos no pueden recuperar el martillo rápidamente, los mundos mortales estarán indefensos ante una embestida de gigantes. El Ragnarok comenzará. Los Nueve Mundos arderán. Desafortunadamente, la única persona que puede entablar un trato para la devolución del martillo es el peor enemigo de los dioses, Loki - y el precio que él quiere es muy alto.

### El barco de los muertos
El nombre del tercer libro es The Ship of the Death (Traducido literalmente como "El barco de los muertos"). Fue lanzado el 3 de octubre de 2017 en Estados Unidos. La mayor amenaza para Asgard está a punto de hacerse realidad y Magnus Chase tiene que embarcar hacia el viaje más peligroso de su vida. Sin embargo esta vez contará con una ayuda inesperada.
Magnus Chase ha pasado de ser un adolescente sin techo a vivir en el Hotel Valhalla y convertirse en uno de los guerreros de Odín. Como digno hijo de Frey, el dios del verano, la fertilidad y la salud, a Magnus no le gustan especialmente las guerras y las batallas, pero sus amigos son fuertes y un poco cabezotas, así que juntos han conseguido derrotar a Grimwolf y luchar contra gigantes para hacerse con el martillo de Thor.
Ahora, Magnus y sus compañeros tienen que partir hacia las fronteras más lejanas de Jotunheim y Niflheim para enfrentarse a la mayor amenaza de Asgard.